# Tonjiru

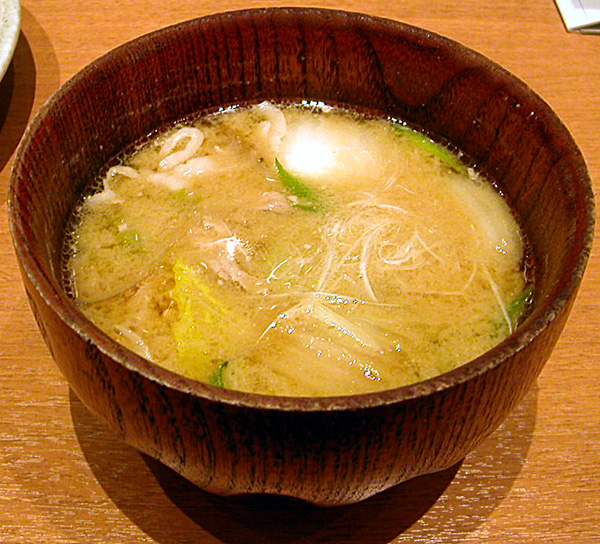
Tonjiru-Suppe

Tonjiru oder Butajiru (japanisch 豚汁 ‚Schweinefleischsuppe‘) ist eine japanische Suppe aus Schweinefleisch und Gemüse, die mit Miso-Paste gewürzt ist. Im Vergleich zur gewöhnlichen Miso-Suppe ist Tonjiru gehaltvoller, mit einer größeren Menge und Reichhaltigkeit an Zutaten.

## Zutaten
Tonjiru wird üblicherweise mit sehr dünn geschnittenen Schweinefleischstückchen und Gemüse in Dashi (japanischer Fischsud) gekocht und mit aufgelöstem Miso gewürzt.
Weitere häufige Zutaten sind Gobō (Große Klette, ähnlich der Schwarzwurzel), Teufelszunge, Seetang, Frühlingszwiebeln, Daikon (Weißer Rettich), Karotten, Tofu (auch gebratener Tofu, genannt Aburaage), verschiedene Pflanzenknollen (wie Kartoffeln, Taro oder Süßkartoffeln) und Pilze (Shiitake oder Shimeji).
Gelegentlich wird statt Schweinefleisch auch ganz leicht angebratener (nicht krosser) Frühstücksspeck zugefügt.

## Name
Das Schriftzeichen für Schwein (豚) kann im Japanischen sowohl ton, als auch buta ausgesprochen werden. Der Name Butajiru herrscht in Westjapan und Hokkaidō vor, während die Bezeichnung Tonjiru in Ostjapan verbreiteter ist. 
Eine Variation dieses Gerichts mit Süßkartoffeln, die bis ca. 1960 für Skifahrer in den Wintersportorten der Präfektur Niigata serviert wurde, wurde sukii-jiru (スキー汁, „Skifahrersuppe“) genannt. 